# 6. marec
6. marec je 65. dan leta (66. v prestopnih letih) v gregorijanskem koledarju. Ostaja še 300 dni.

## Dogodki
- 1665 – izide prva številka Philosophical Transactions of the Royal Society, najstarejše znanstvene revije, ki izhaja še danes
- 1714 – z mirom v Rastattu se konča španska nasledstvena vojna med Avstrijo in Francijo
- 1831 – krstna predstava opere Mesečnica Vincenza Bellinija v Milanu
- 1869 – Dimitrij Mendelejev predstavi periodni sistem elementov Ruskemu kemijskemu društvu
- 1882 – Milan Obrenović uradno postane srbski kralj
- 1899 – Bayer registrira blagovno znamko aspirin
- 1933 – vse ameriške banke za 4 dni zaprte zaradi gospodarske krize
- 1943 – partizani prečkajo Neretvo
- 1946 – ustanovljeno Šesto ameriško ladjevje za opravljanje nalog v Sredozemskem morju
- 1957:
  - Gana postane neodvisna država
  - Izrael umakne vojaške enote s Sinaja

## Rojstva
- 1340 – John Gaunt, angleški princ, 1. vojvoda Lancaster, akvitanski vojvoda († 1399)
- 1475 – Michelangelo di Lodovico Buonarroti Simoni, italijanski slikar, kipar, pesnik, arhitekt († 1564)
- 1483 – Francesco Guicciardini, italijanski državnik, diplomat, zgodovinar († 1540)
- 1492 – Juan Luis Vives, španski renesančni humanist, filozof in pedagog († 1540)
- 1619 – Hector-Savinien Cyrano de Bergerac, francoski pisatelj, dramatik († 1655)
- 1793 – Vid Rižner, slovenski prevajalec, pisec († 1861)
- 1806 – Elizabeth Barrett Browning, angleška pesnica († 1861)
- 1836 – Josip Stritar, slovenski pisatelj, pesnik († 1923)
- 1850 – Adolf Martens, nemški znanstvenik, metalurg († 1914)
- 1917 – Donald Davidson, ameriški filozof († 2003)
- 1926 – Andrzej Wajda, poljski filmski režiser
- 1926 – Alan Greenspan, ameriški ekonomist
- 1927 – Leroy Gordon Cooper, ameriški častnik, vojaški pilot, astronavt († 2004)
- 1959 – Borut Furlan, slovenski podvodni fotograf in potapljač
- 1959 – Miro Petek, slovenski novinar, politik
- 1968 – Moira Kelly
- 1972 – Shaquille Rashaun »Shaq« O'Neal, ameriški košarkar
- 1937 – Valentina Vladimirovna Tereškova, ruska generalka in kozmonavtka

## Smrti
- 1040 – Ibn al-Haitam, arabski matematik, fizik in učenjak (* 965)
- 1052 – Ema Normandijska, druga žena angleškega kralja Ethelreda (* 985)
- 1238 – Al-Kamil, egiptovski sultan iz dinastije Ajubidov (* 1177)
- 1251 – Rozalija iz Viterba, italijanska mistikinja, svetnica (* 1233)
- 1531 – Pedrarias Dávila, španski kolonialni upravitelj (* okoli 1440)
- 1683 – Guarino Guarini, italijanski arhitekt, matematik, teolog (* 1624)
- 1836:
  - James Bowie, ameriški vojak, pustolovec (* 1796)
  - David »Davy« Crocket, ameriški lovec, stezosledec, trgovec, politik (* 1786)
- 1866 – William Whewell, angleški filozof (* 1794)
- 1867 – John Goodsir, škotski anatom (* 1814)
- 1895 – Jacobine Camilla Wergeland-Collett, norveška pisateljica, feministka (* 1813)
- 1900 – Gottlieb Wilhelm Daimler, nemški izumitelj (* 1834)
- 1930 – Alfred von Tirpitz, nemški admiral (* 1849)
- 1932 – John Philip Sousa, ameriški skladatelj, kapelnik (* 1854)
- 1937 – Rudolf Otto, nemški protestantski teolog, filozof in religiolog (* 1869)
- 1939 – Carl Louis Ferdinad von Lindemann, nemški matematik (* 1852)
- 1967 – Zoltán Kodály, madžarski skladatelj, muzikolog (* 1882)
- 1973 – Pearl S. Buck, ameriška pisateljica, nobelovka 1938 (* 1892)
- 1982 – Ayn Rand, rusko-ameriška pisateljica in filozofinja (* 1905)
- 1994 – Anna Amelia »Melina« Mercouri, grška pevka, filmska igralka, političarka (* 1925)
- 2005 – Hans Albrecht Bethe, nemško-ameriški fizik, nobelovec 1967 (* 1906)
- 2007 – Jean Baudrillard, francoski filozof in sociolog (* 1929)